# Sathankulam
Sathankulam es una ciudad y nagar Panchayat situada en el distrito de Thoothukudi en el estado de Tamil Nadu (India). Su población es de 14193 habitantes (2011). Se encuentra a 52 km de Thoothukudi y a 44 km de Tirunelveli.

## Demografía
Según el censo de 2011 la población de Sathankulam era de 14193 habitantes, de los cuales 6962 eran hombres y 7231 eran mujeres. Sathankulam tiene una tasa media de alfabetización del 93,67%, superior a la media estatal del 80,09%: la alfabetización masculina es del 96,18%, y la alfabetización femenina del 91,27%.